# The Master (musikalbum)
The Master är det andra soloalbumet från den amerikanska rapparen Rakim, utgivet 30 november 1999 på Universal Records. Uppföljare till Rakims debutalbum som soloartist, The 18th Letter (1997).

## Låtlista
1. "Intro" (producerad av Rakim)
2. "Flow Forever" (producerad av DJ Clark Kent)
3. "When I B on tha Mic" (producerad av DJ Premier)
4. "Finest Ones" (med DJ Clark Kent) (producerad av DJ Clark Kent)
5. "All Night Long" (producerad av Punch)
6. "State of Hip-Hop Interlude" (producerad av Rakim)
7. "Uplift" (producerad av Ron "Amen-Ra" Lawrence för The Hitmen)
8. "I Know" (producerad av TR Love)
9. "It's the R" (producerad av DJ Clark Kent)
10. "I'll Be There" (med Nneka Morton) (producerad av Naughty Shorts)
11. "It's a Must" (producerad av Ron "Amen-Ra" Lawrence för The Hitmen)
12. "Real Shit" (producerad av Ron "Amen-Ra" Lawrence för The Hitmen)
13. "How I Get Down" (producerad av The 45 King)
14. "L.I. Interlude" (producerad av Rakim)
15. "Strong Island" (producerad av Rakim)
16. "Waiting for the World to End" (producerad avDJ Premier)
17. "We'll Never Stop" (med Connie McKendrick) (producerad av Nick Wiz)

## Listplaceringar
Albumet nådde plats 72 på Billboard 200. På USA:s lista över mest sålda R&B och hiphop-album, nådde albumet plats 7. When I B On Tha Mic släpptes som singel och nådde plats 20 på USA-listan över mest sålda hiphop-singlar.